# Pectinidiscus sibogae
Pectinidiscus sibogae is een kamster uit de familie Goniopectinidae.
De wetenschappelijke naam van de soort werd in 1921 gepubliceerd door Ludwig Döderlein.